# Strelasundquerung
Strelasundquerung – połączenie drogowe mostem o nazwie Rügenbrücke oraz równoległe połączenie drogowo-kolejowe groblą i mostem zwodzonym o nazwie Rügendamm przez cieśninę Strelasund pomiędzy Stralsundem na lądzie stałym a Altefähr na Rugii na terenie Niemiec w kraju związkowym Meklemburgia-Pomorze Przednie. Jest to jedyne drogowe i kolejowe połączenie wyspy Rugia z lądem stałym. Przeprawa stanowi część drogi krajowej B96.

## Rügendamm
Do XX w. jedynym połączeniem Rugii z lądem stałym był prom kursujący pomiędzy Stralsundem a znajdującą się na Rugii miejscowością Altefähr. W 1863 roku do Stralsundu otwarto linię kolejową łączącą miasto z Berlinem, natomiast 20 lat później otwarto linię kolejową na terenie Rugii z Altefähr do Bergen auf Rügen. Połączenie przez Strelasund odbywało się promem. W 1909 roku uruchomiono połączenie promowe z położonego na Rugii Sassnitz do Szwecji. W tym samym roku, wraz ze wzrostem popularności nadmorskich kurortów na Rugii, przez Strelasund kursowało nawet 90 par promów dziennie. Rozpoczęły się więc plany budowy połączenia drogowo-kolejowego mającego połączyć wyspę z lądem stałym. W 1932 roku ze wsparciem finansowym rządu Szwecji ruszyły prace budowlane nad dwuczęściowym połączeniem z wykorzystaniem istniejącej wyspy Dänholm. Ze Stralsundu na nią dojeżdżało się mostem zwodzonym o długości 540 m, natomiast dalej na Rugię wiodła grobla oraz częściowo most o długości 2045 m. Otwarcie mostu nastąpiło w październiku 1936 roku. Nowe połączenie skróciło czas podróży na wyspę o godzinę i przyczyniło się do wzrostu ruchu turystycznego. 
W 1986 roku w związku z pogarszającym się stanem technicznym przeprawy, obniżono dopuszczalną prędkość samochodów z 90 do 30 km/h. W maju 1990 roku odbył się remont przeprawy z wymianą uszkodzonych elementów konstrukcyjnych.
 

## Rügenbrücke
Pomimo remontu dotychczasowej przeprawy, przepustowość Rügendamm była zbyt mała w stosunku do rosnącego ruchu na Rugię. W związku z tym rozpoczęto planowanie budowy nowej przeprawy równolegle do istniejącej. Postanowiono wybudować nowy trzypasmowy most wantowy na północ od istniejącej przeprawy. Miała ona przebiegać nad wyspą Dänholm, całkowicie ją omijając. Prześwit 42 metrów pod mostem miał umożliwiać swobodny ruch statków przez Strelasund bez stosowania mostu zwodzonego. Początkowo Ministerstwo Transportu Niemiec planowało wybudowanie nowego mostu w ramach partnerstwa publiczno-prywatnego, jednak do przetargu ogłoszonego w 2003 roku nie stanął żaden podmiot. W związku z powyższym zmieniono sposób finansowania inwestycji. Początkowo miała ona kosztować 85 mln euro, jednak ostatecznie koszty wyniosły 125 mln. Za generalnego wykonawcę robót wybrano przedsiębiorstwo Walter Bau AG z Augsburga. Prace budowlane ruszyły 31 sierpnia 2004 roku, a budowę zakończono trzy lata później. Oficjalne otwarcie nastąpiło 10 października 2007 roku. Wzięła w nim udział m.in. kanclerz Niemiec Angela Merkel. Łącznie przeprawa ma długość 4097 m, z czego 2830 m stanowi sam most. Dzienna przepustowość konstrukcji wynosi 20 tys. pojazdów. Most ma trzy pasy ruchu, z czego kierunek obowiązujący na pasie środkowym zależy od aktualnego natężenia ruchu. 
 